# Reimsi csata
A reimsi csata Reimsnél 1814. március 13-án zajlott le a Francia Császárság és az orosz–porosz koalíciós erők között. A csatában Napóleon vezetésével a franciák győztek egy elszigetelt ellenséges haderő felett.

## Előzmények
Március 9-én Laonnál a francia császár megpróbálta - egy sokkal kisebb létszámú sereggel- megverni az orosz-porosz erőket, de kudarcot vallott. Kénytelen-kelletlen beletörődve a vereségbe, Soissons-ba vonult vissza. Március 12-én kapta meg a hírt, hogy Laontól délkeletre egy 30 000 fős hadsereg közelít Reims felé, amit el is ért a következő napon. Március 12-én Saint-Priest tábornok (francia származású, orosz szolgálatban álló gróf) vezetése alatt az orosz-porosz erők elkezdték megszállni Reimset, kiűzve onnan a francia helyőrséget: néhány hadifoglyot ejtve, és 10 ágyút zsákmányolva. A hadtest 13–14 000 főből állt, közöttük egy 4000 fős porosz seregrésszel von Jagow parancsnoksága alatt.
Reims fontos város volt mind a két fél számára, a Blücher tábornagy és Schwarzenberg herceg közti összeköttetési vonalon feküdt, Napóleon pedig mindkét sereget szemmel tarthatta erről a pontról.

## A csata
Napóleon megjelenése március 13-án Reims alatt az orosz hadvezér számára óriási meglepetést jelentett, mert azt hitte, hogy a francia császár seregét szétzúzták Laonnál. A szövetségesek a város sikeres elfoglalása után elkvártélyozták magukat, a francia lovasság pedig minden városba vezető úton támadást indított ellenük. A hétből két orosz zászlóalj előre mozdult, pihenőre indult Rosnay faluba, félnapos bekerítés után harc nélkül megadta magát.
Négy óra körül Joseph-Barthélemy de Ricard és Christophe Antoine Merlin francia tábornok hadosztálya benyomult Reims elővárosába. Saint-Priest tábornok a harc kezdetén halálosan megsebesült a lábán. A parancsnokságot a rangidős tiszt, Szemjon D. Pancsulidzev altábornagy vette át, majd átadta a betegeskedő Georgij A. Emmanuel tábornoknak. Az oroszok és poroszok fejvesztetten, rendetlenül vonultak vissza. Ivan Ny. Szkobeljev tábornok rjazanyi gyalogos hadosztálya tartott ki legtovább, tartva az állásait. Átszervezve a védelmet visszaverték a francia lovasság minden támadását, időt adva a többieknek, hogy rendben kivonják az erőket és az ágyúkat a városból. A leereszkedő esti sötétség megkönnyítette a szövetségesek visszavonulását, a harc este 11-kor befejeződött.Az utolsó orosz erők hajnali két óra körül hagyták el Reims-t, csatlakoztak Blücher tábornagy seregéhez. Saint-Priest tábornok tizenhat nap múlva belehalt sebesülésébe.

## Következmények
A csatában a szövetségesek vesztesége 3000 halott és 5000 hadifogoly, a franciáké 700 halott volt. A francia császár akkor lépett be a városba hajnali kettőkor, amikor a szövetségesek egy másik városkapun éppen elhagyták azt.
Napóleon ezt írta testvérének Josephnek a csatáról: „Tegnap megérkeztem Reimsbe, amit St. Priest tábornok foglalt el három orosz és egy új porosz hadosztállyal. Elfoglaltam a várost, zsákmányoltam húsz ágyút, sok hadfelszerelést, foglyul ejtettem ötezer embert. St. Priest halálos sebet kapott.”

## Fordítás
- Ez a szócikk részben vagy egészben a Бой под Реймсом (1814) című orosz Wikipédia-szócikk fordításán alapul.  Az eredeti cikk szerkesztőit annak laptörténete sorolja fel. Ez a jelzés csupán a megfogalmazás eredetét és a szerzői jogokat jelzi, nem szolgál a cikkben szereplő információk forrásmegjelöléseként.